# Geghashen
Geghashen (in armeno Գեղաշեն?, fino al 1935 Chatghran, dal 1935 al 1967 Hrazdan) è un comune dell'Armenia di 3 965 abitanti (2009) della provincia di Kotayk'.